# Rosario Tijeras
Rosario Tijeras is een Colombiaanse film uit 2005. De film van regisseur Emilio Maillé is gebaseerd op het gelijknamige boek van Jorge Franco. In 2006 werd de film genomineerd voor een Goya voor beste buitenlandse film.

## Verhaal
Rosario Tijeras vertelt het verhaal van een knappe jonge vrouw die verwikkeld is in het leven van huurmoordenaars (Sicarios) in Medellín, Colombia, aan het eind van de jaren tachtig. Rosario zelf is een gevaarlijke huurmoordenares die op het randje leeft en probeert om te gaan met haar gruwelijke verleden en de mannen in haar leven.

## Rolverdeling
- Flora Martínez - Rosario Tijeras
- Manolo Cardona - Emilio
- Unax Ugalde - Antoniop

## Muziek
De Colombiaanse zanger Juanes heeft een lied getiteld 'Rosario Tijeras', waarin haar levensverhaal wordt verteld. Dit lied maakt deel uit van de soundtrack van de film.